# Blenniella paula
Blenniella paula es una especie de pez de la familia Blenniidae en el orden de los Perciformes.

## Morfología
• Los machos pueden llegar alcanzar los 10,2 cm de longitud total.

## Reproducción
Es ovíparo.

## Hábitat
Es un pez de mar y de clima tropical y asociado a los  arrecifes de coral.

## Distribución geográfica
Se encuentra al sur de Sulawesi y desde República de Palau hasta las Islas Marquesas, el sur de la Gran Barrera de Coral y Micronesia